# حياة الحويك عطية
حياة الحويك عطية، (1949 - 12 يوليو 2021)، هي كاتبة وباحثة ومترجمة وإعلامية. ولدت في لبنان عام 1949 وتوفيت في القاهرة يوم الإثنين 12 يوليو 2021م.

## الدراسة
حصلت حياة الحويك على درجة البكالوريوس من كلية الحقوق في الجامعة اللبنانية عام 1973 والدكتوراة في وسائل الاتصال من كلية الإعلام في جامعة السوربون عام 2008.

## العمل
حياة الحويك صحافية لها مقالة يومية في صحيفة الدستور الأردنية، كما تكتب مقالات في أكثر من صحيفة ومجلة سياسية وأدبية. ترجمت عدة كتب من الفرنسية إلى العربية منها رواية قصر الأحلام للكاتب إسماعيل كاداريه، وحرب ميتران، وعالم صوفي، ورواية حول تاريخ الفلسفة لجوستيان جاردير (دار المنى- السويد)، والأساطير المؤسسة للسياسة الصهيونية لروجيه جارودي (اتحاد الناشرين العرب اتحاد الكتاب العرب)، وحق الرد لروجيه جارودي (اتحاد الكتاب العرب) وغيرها.
كما ترجمت كتب من العربية إلى الفرنسية منها مصطفى وهبي التل (عرار) شاعر الأردن، حياته وقصائده (المؤسسة العربية للدراسات والنشر بدعم من أمانة عمان الكبرى)، الجمعيات الأهلية إنشاءها وعملها في مصر والأردن وسوريا ولبنان، دراسة قانونية مقارنة. كما أعدت وقدمت العديد من البرامج التلفزيونية.
قدّمت للمكتبة العربية عدة مؤلفات في أدب الرحلات والمسرح والرواية والنقد منها كتاب “اكتشاف الوطن – الأردن”، فيما ترجمت أعمال أخرى بينها ترجمة الرواية الفلسفية "عالم صوفي، وعرفت بدفاعها عن القضايا الوطنية العربية وحرصها على نصرة القضية الفلسطينية.